# Royaume-Uni au Concours Eurovision de la chanson 1989
Le Royaume-Uni était représenté au Concours Eurovision de la chanson 1989 par le groupe Live Report avec la chanson "Why Do I Always Get It Wrong". Il a été choisi dans le cadre du processus de sélection nationale dans l'émission A Song for Europe et s'est classé deuxième à l'Eurovision, recevant 130 points.

## Sélection

### A Song for Europe 1989
A Song for Europe 1989 fut une finale très décousue. Le chanteur original choisi pour "Back in the Groove" devait être Garry Gibb, la chanson "Shame" devait être chantée par son auteur, Marwenna Haver et la chanson gagnante a vu son titre et le nom de l’interprète modifiés.
La finale a eu lieu le 24 mars 1989 au Studio 6 du BBC Television Centre, à Londres animée par Terry Wogan sur BBC1.
La finale et l'émission des résultats ont été diffusées simultanément sur BBC Radio 2, toutes deux commentées par Ken Bruce.
Les huit chansons en lice pour représenter le Royaume-Uni ont été diffusées dans divers programmes sur BBC Radio 2 entre le 20 et le 23 mars.
Le BBC Concert Orchestra (en), sous la direction de Ronnie Hazlehurst en tant que chef d'orchestre, a accompagné toutes les chansons à l'exceptions de la chanson gagnante, mais malgré le fait qu'il se soit produit en direct, l'orchestre était hors écran, derrière le plateau. Hazlehurst a dirigé deux claviéristes qui ont accompagné l’équipe britannique lors de la finale de l’Eurovision à Lausanne.
Pour la deuxième année consécutive, la BBC a invité un panel pour commenter chacune des chansons. Le panel était composé de Deke Arlon, Gary Davies, Leslie Bricusse et l'ancienne gagnante de l'Eurovision Lulu.
300 000 télévotes ont été enregistrés sur les 90 minutes de lignes téléphoniques ouvertes au vote.
| Ordre | Artiste          | Chanson                        | Auteur(s) compositeur(s)       | Télévote | Place |
| ----- | ---------------- | ------------------------------ | ------------------------------ | -------- | ----- |
| 1     | Frankie Johnson  | "Back in the Groove"           | Bradley James, Stewart James   | 10,731   | 6     |
| 2     | James Oliver     | "Can't Stop Loving You"        | James Oliver                   | 9,110    | 7     |
| 3     | Jane Alexander   | "Shame"                        | Marwenna Haver, Peter Oxendale | 47,664   | 3     |
| 4     | Danny Ellis (en) | "Just for the Good Times"      | Les Reed, David Reilly         | 6,777    | 8     |
| 5     | Julie C          | "You Stepped Out of My Dreams" | Bill Jessop, Jason Havenhand   | 51,449   | 2     |
| 6     | Live Report      | "Why Do I Always Get It Wrong" | Brian Hodgson, John Beeby      | 111,996  | 1     |
| 7     | The Pearls       | "Love Come Down"               | Joe Ortiz, Pauly Moore         | 33,279   | 4     |
| 8     | Linda Carroll    | "Heaven Help My Heart"         | Clark Sorely                   | 17,084   | 5     |

#### Discographie britannique
- Frankie Johnson - Back In The Groove: Polydor FJ2 (7" Single)/FJX2 (12" Single).
- Elkie Brooks - Shame: Telstar STATS2394.
- Julie C - You Stepped Out Of My Dreams: Sonet SON2343 (7" Single)/SONL2343 (12" Single).
- Live Report - Why Do I Always Get It Wrong: Brouhaha CUE7 (7" Single)/12CUE7 (12" Single).

## À l'Eurovision
Le concours de 1989 s'est déroulé au Palais de Beaulieu à Lausanne en Suisse, le 6 mai. Live Report interprète Why Do I Always Get It Wrong en 7e position, après la Norvège et avant la Belgique. Au terme du vote final, le Royaume-Uni termine 2e sur 22 pays avec 130 points, sept points derrière le vainqueur.
Le jury britannique a attribué ses 12 points au vainqueur du concours, la Yougoslavie.

### Vote
| Score     | Pays                                                   |
| --------- | ------------------------------------------------------ |
| 12 points | - France - Allemagne - Luxembourg - Norvège - Portugal |
| 10 points | - Espagne - Suède                                      |
| 8 points  | Autriche                                               |
| 7 points  | - Israël - Pays-Bas                                    |
| 6 points  | - Finlande - Italie - Yougoslavie                      |
| 5 points  |                                                        |
| 4 points  | Irlande                                                |
| 3 points  |                                                        |
| 2 points  | - Chypre - Grèce                                       |
| 1 point   | - Danemark - Turquie                                   |

| Score     | Pays        |
| --------- | ----------- |
| 12 points | Yougoslavie |
| 10 points | Danemark    |
| 8 points  | Suisse      |
| 7 points  | Espagne     |
| 6 points  | Chypre      |
| 5 points  | Grèce       |
| 4 points  | Suède       |
| 3 points  | Pays-Bas    |
| 2 points  | Israël      |
| 1 point   | Allemagne   |